# Un caso de conciencia
Un caso de conciencia (en inglés: A Case of Conscience) es una novela de ciencia ficción del escritor estadounidense James Blish, publicada por primera vez en 1958 por Ballantine Books. Narra la historia de un jesuita que investiga una raza alienígena que no tiene religión mas posee un perfecto sentido de moralidad innato, lo que contradice las enseñanzas católicas. Blish publicó este relato en forma de novela corta en la revista If en 1953, para más tarde ampliarla a novela, donde la primera parte contiene el argumento original.
Ha recibido numerosos premios, entre los cuales se puede destacar el premio Hugo a la mejor novela de 1959, y ha sido listada como una de las mejores obras de ciencia ficción escritas.

## Argumento

### Parte 1
La primera parte del libro transcurre en un planeta llamado Litina en el año 2049, concretamente en la ciudad de Xoredeshch Sfath. Litina es un planeta escasamente tecnificado, sobre todo por la falta de algunos minerales como el hierro; está habitado por los litinos, una especie bípeda de reptiles, con bolsas abdominales como los marsupiales y sistemas circulatorios ptéropsidos y con una estatura mayor que la de los seres humanos.
Al planeta llega una delegación humana para evaluar la posible apertura del planeta al contacto humano. Está formada por el biólogo y religioso jesuita Ruiz-Sanchez, el físico Cleaver, el geólogo Agronski y el químico Michelis. 
El padre Ruiz-Sanchez admira la sociedad litina: sin crimen, conflictos, ambiciones e ignorancia. Sin embargo, el religioso descubre que también carecen de fe, lo que lo convence de que Litinia es un lugar diseñado por Satanás, con la intención de mostrar paz, lógica y conocimiento en la total ausencia de Dios.
Los científicos deben aunar un veredicto sobre el planeta, pero no logran llegar a un acuerdo: mientras que Cleaver descubrió valiosos yacimientos de litio que quiere explotar, Ruiz-Sanchez es partidario de aislar el planeta y evitar que tenga contacto con la humanidad. 
Antes de partir, un litino conocido de Ruiz-Sanchez, Chtexa, le entrega una urna con una cría de litino dentro, el propio hijo de Chtexa, para que crezca en la Tierra y aprenda las costumbres humanas. Ruiz-Sanchez acepta la urna y se marcha del planeta en una nave espacial de regreso a la Tierra.

### Parte 2
Del huevo litino, nace Egtverchi, quien hereda el conocimiento de su padre a través de su ADN, como lo hacen todos los miembros de su especie. En la Tierra, donde la mayor parte de la población habita en los refugios nucleares subterráneos que datan del siglo XX, Egtverchi crece y se convierte en un agitador social.
Mientras tanto, Ruiz-Sanchez es llevado a una audiencia frente al Papa, para dar explicaciones sobre sus convicciones sobre Litinia, que son vistas como una herejía, por considerar al demonio capaz de crear un planeta (herejía similar al maniqueísmo). El Papa señala dos puntos no considerados por el jesuita: que Litinia podría ser un engaño en vez de una creación y que Ruiz-Sanchez debería haber intentado hacer algo al respecto, como un exorcismo a todo el planeta.
Se produce una violenta revuelta, instigada por Egtverchi, debido a la constante psicosis a la que están sometidos los terrícolas producto de su vida confinada a los refugios subterráneos. Egtverchi escapa como polizón en una nave rumbo a Litinia.
En Litinia, Cleaver está montando sus reactores. Desde la Luna terrestre, Ruiz-Sanchez y Michelis observan Litinia a través de un telescopio en tiempo real, excepto por la diferencia debida por la velocidad de la luz. El físico que maneja el telescopio manifiesta sus dudas sobre el razonamiento de Cleaver y teme que pueda provocar una reacción en cadena que destruya el planeta. 
Mirando a Litinia, Ruiz-Sanches pronuncia un exorcismo y el planeta explota, quizás debido a un error de Cleaver o a la oración del jesuita.

## Reconocimientos
La novela recibió en 1959 el premio Hugo a la mejor novela de ciencia ficción o fantasía y en 1975 quedó en el lugar número 28 del encuesta Locus a la mejor novela de ciencia ficción de todos los tiempos. En el 2007, la British Science Fiction Association, como parte de la celebración de su 50vo aniversario, seleccionó las mejores novelas de ciencia ficción, y nominó a Un caso de conciencia en la categoría de mejor novela de 1958.
La novela corta original recibió un premio Hugo retrospectivo como mejor novela corta de 1952.